# Sarinda exilis
Sarinda exilis är en spindelart som först beskrevs av Cândido Firmino de Mello-Leitão 1943.  
Sarinda exilis ingår i släktet Sarinda och familjen hoppspindlar. Inga underarter finns listade i Catalogue of Life.